# Lee Boo-jin
Pour les articles homonymes, voir Lee.
Dans ce nom coréen, le nom de famille, Lee, précède le nom personnel Boo-jin.
Lee Boo-jin, née le 6 octobre 1970 à Séoul, est une femme d’affaires de Corée du Sud. Héritière du fondateur de Samsung, elle est la femme la plus riche du pays,. 

## Biographie

### Enfance et formation
Le grand-père de Lee Boo-jin, Lee Byung-chul est le fondateur du groupe Samsung. Son père Lee Kun-hee et son frère Lee Jae-yong ont successivement dirigé Samsung Electronics. Lee Boo-jin est titulaire d’une licence de l’université Yonsei à Séoul.

### Héritière de l'empire Samsung
En 1995, elle commence à travailler à la Fondation Samsung Welfare. À partir de 2001, elle rejoint l’hôtel Shilla dont elle devient vice-présidente en 2005 et directrice générale en 2009. 
Héritière du fondateur de Samsung, Lee Boo-jin est la femme la plus riche de Corée du Sud. Les deux-tiers de sa richesse sont liées à Samsung C&T, société mère du groupe Samsung, qui offre une large gamme de services d'affaires.
Elle est également administrateur non exécutif pour CITIC Group, le plus grand cabinet de courtage en Chine.
En 2016, Lee Boo-jin est incluse dans la liste des 50 femmes les plus puissantes du magazine Fortune. 